# Parafia prawosławna św. Michała Archanioła w Zagórzu
Parafia św. Michała Archanioła – parafia prawosławna w Zagórzu, w dekanacie Sanok diecezji przemysko-gorlickiej.
Na terenie parafii funkcjonuje 1 cerkiew:
- cerkiew św. Michała Archanioła w Zagórzu – parafialna

## Historia
Parafia została utworzona 18 marca 2016 dekretem biskupa gorlickiego Paisjusza (p.o. ordynariusza diecezji przemysko-nowosądeckiej), w miejsce dotychczasowej placówki filialnej parafii katedralnej Świętej Trójcy w Sanoku.

## Proboszcz
Obowiązki proboszcza pełni ks. Jan Antonowicz z parafii w Sanoku.